# Ignaz Verdross von Drossberg
Ignaz Verdross Edler von Drossberg (Mals, 16. prosinca 1851. – Innsbruck, 16. lipnja 1931.) je bio austrougarski general i vojni zapovjednik. Tijekom Prvog svjetskog rata zapovijedao je 8. pješačkom divizijom i XIV. korpusom na Talijanskom bojištu.

## Vojna karijera
Ignaz Verdross von Drossberg je rođen 16. prosinca 1851. u Malsu. U vojsku stupa 1871. služeći u tirolskoj lovačkoj pukovniji. U svibnju 1876. dostiže čin poručnika, dok je u svibnju 1903. unaprijeđen u čin satnika. U svibnju 1906. promaknut je u čin pukovnika, nakon čega u travnju 1908. postaje zapovjednikom 3. tirolske lovačke pukovnije. Tri godine poslije, u travnju 1911., dobiva zapovjedništvo nad 14. brdskom brigadom, da bi studenom te iste godine bio unaprijeđen u čin general bojnika. U studenom 1913. se umirovljuje.

## Prvi svjetski rat
Na početku Prvog svjetskog rata Verdross je reaktiviran, te postaje zapovjednikom Grupe Sjeverni Tirol. Nakon ulaska Italije u rat na strani Antante imenovan je zapovjednikom 180. pješačke brigade koja je držala položaje u Tirolu. Zapovijedajući navedenom brigadom u sastavu 11. armije sudjeluje u Tirolskoj ofenzivi. U studenom 1915. promaknut je u čin podmaršala.
Verdross u listopadu 1916. postaje zapovjednikom 8. pješačke divizije zamijenivši na tom mjestu Ludwiga von Fabinija. Navedenom divizijom zapovijeda do veljače 1918. kada na mjestu zapovjednika XIV. korpusa poznatog i pod nazivom Korpus Edelweiss zamjenjuje Huga Martinyja. U svibnju te iste godine promaknut je u čin generala pješaštva. Sa XIV. korpusom koji se nalazio u sastavu 10. armije Verdross u lipnju sudjeluje u Bitci na Piavi, te potom u listopadu u konačnom austrougarskom porazu u Bitci kod Vittoria Veneta.

## Poslije rata
Nakon završetka rata Verdross je s 1. siječnjem 1919. ponovno umirovljen. Preminuo je 16. lipnja 1931. u 80. godini života u Innsbrucku.

## Vanjske poveznice
(eng.) Ignaz Verdross von Drossberg na stranici Oocities.org

(njem.) Ignaz Verdross von Drossberg na stranici Weltkriege.at